# Alejandra Robles Gil
Alejandra Robles Gil Pérez (Ciudad de México, 7 de febrero de 1990) es una actriz mexicana que inició su carrera en el año 2012.

## Carrera
Alejandra Robles Gil nació en la Ciudad de México. Egresada del Centro de Educación Artística de Televisa (CEA). Inició su carrera en la televisión con la exitosa telenovela Porque el amor manda donde interpreta a "Alejandra", compartiendo créditos con Blanca Soto y Fernando Colunga.
Ese mismo año interpreta a Liz en la telenovela Corazón indomable, junto a Ana Brenda Contreras y Daniel Arenas. En 2014, interpreta a la malvada Inés en la telenovela La gata, al lado de Maite Perroni y nuevamente con Daniel Arenas.
En 2015 interpreta a Teodora en la telenovela Que te perdone Dios, junto a Zuria Vega y Mark Tacher. Ese mismo año participa en la serie Como dice el dicho en el capítulo "quien pobre anocheció".
En 2016 interpreta a Lucía Arenti en la telenovela Simplemente María, una joven de 17 años que luchará hasta el final por el amor de su vida. Comparte elenco junto a Claudia Álvarez, José Ron y Eleazar Gómez.
En 2018 interpreta a Fabiola, una hija que sale adelante en La jefa del campeón y comparte créditos con África Zavala y Carlos Ferro.
En 2019 interpreta a Lucía Martínez de Garza en la telenovela de drama criminal El dragón, producida por W Studios para Televisa y Netflix.
Entre 2020-2021 interpreta a María José Cantú en la telenovela de drama policíaco Imperio de mentiras. Comparte elenco junto a Angelique Boyer, Andrés Palacios y Susana González.
En 2021 obtiene su primer protagónico en la telenovela Contigo sí, al lado de Brandon Peniche y Danilo Carrera.

## Trayectoria
| Año       | Título                               | Personaje                          |
| --------- | ------------------------------------ | ---------------------------------- |
| 2012      | Porque el amor manda                 | Alejandra                          |
| 2013      | Corazón Indomable                    | Liz Falcón                         |
| 2014      | La gata                              | Inés Olea                          |
| 2015      | Que te perdone Dios                  | Teodora de Zarazúa                 |
| 2015-2016 | Simplemente María                    | Lucía Arenti Rivapalacio           |
| 2016      | Por siempre Joan Sebastian           | Andrea Figueroa                    |
| 2016      | Sin rastro de ti                     | Érika Santillana                   |
| 2017      | Las Buchonas                         | Tábatha                            |
| 2018      | La jefa del campeón                  | Fabiola Bravo Méndez               |
| 2019      | El Dragón: el regreso de un guerrero | Ana Lucía Martínez de Garza        |
| 2020-2021 | Imperio de mentiras                  | María José "Majo" Cantú            |
| 2021-2022 | Contigo sí                           | Ángela Gutiérrez Hidalgo           |
| 2023      | Eternamente amándonos                | Paula Bernal                       |
| 2025      | Regalo de amor                       | Isabella Fonseca Duarte de Navarro |

## Premios y nominaciones

### Premios TVyNovelas
| Año  | Categoría               | Telenovela          | Resultado |
| ---- | ----------------------- | ------------------- | --------- |
| 2019 | Mejor actriz juvenil    | La jefa del campeón | Nominada  |
| 2017 | Mejor actriz revelación | Sin rastro de ti    | Nominada  |